# Cajanus rugosus
Cajanus rugosus là một loài thực vật có hoa trong họ Đậu. Loài này được (Wight & Arn.) Maesen miêu tả khoa học đầu tiên.